# Баларт, Карлос
Карлос Баларт (исп. Carlos Balart; род. 24 декабря 1978, Сантьяго, Чили) — мексиканский и чилийский актёр и фотомодель.

## Биография
Родился 24 декабря 1978 года в Сантьяго. После окончания средней школы учился в Чилийском институте на торговом факультете, также работал фотомоделью. Вскоре после этого переехал в Мехико и поступил в CEA при телекомпании Televisa и после его окончания, в 2002 году дебютировал в мексиканском кинематографе и снялся в 6 телесериалах, также принял участие в некоторых театральных постановках. На некоторое время отправился в Таиланд, где участвовал в реалити-шоу Остров искушений. В 2006 году журнал Cosmopolitan назвал его секс-символом Латинской Америки, выбранный из 12 персоналий, а в 2007 году снялся для обложки журнала American Health and Fitness.

## Фильмография

### Избранные телесериалы
- 1985—2007 — Женщина, случаи из реальной жизни
- 2005 — Наперекор судьбе — Родас